# Meschetische Turken
De Meschetische Turken (Georgisch: თურქი მესხები; toerki meschebi of მაჰმადიანი მესხები; mahmadiani meschebi, Russisch: Турки-месхетинцы; Toerki-meschetintsy, Turks:  Ahıska Türkleri), ook Meschetische moslims genoemd, zijn een etnische groep van Turken, die tot 1944 voornamelijk in de gelijknamige Georgische regio Mescheti woonden langs de grens met Turkije. Ze wonen verspreid over de hele voormalige Sovjet-Unie, maar met name in Centraal-Azië. Hun aantal wordt geschat op circa 300.000 tot 630.000 mensen. De Mescheten spreken een Turks-Anatolisch dialect en oudere Mescheten spreken soms nog Georgisch. De Azerbeidzjanen zijn hoofdzakelijk soennitische moslims. Minderheden zijn sjiitische moslims en orthodoxe christenen.

## Geschiedenis
De bevolking van de historische regio Meschetië wordt vaak in verband gebracht met de (eveneens) historische regio Moschia, waar de Georgische stammen Meschi (of Moschi) en de Mosiniken van oudsher woonden. Deze stammen zijn door sommige schrijvers in verband gebracht met de 'Musjki' uit 12e-eeuwse (v. Chr.) Assyrische bronnen. De Georgiërs uit de regio Meschetië ontlenen hun herkomst ook uit deze stammen. Van het 2e millennium v.Chr. tot de 4e eeuw v.Chr. vormde het gebied onderdeel van het koninkrijk Diauehi (Diaueḫe) en van de 4e eeuw v.Chr. tot de 6e eeuw na Chr. van het Koninkrijk Kartlië (Iberia). Van de 10e tot de 15e eeuw vormde het onderdeel van het Koninkrijk Georgië. In de 16e eeuw werd Meschetië bezet en geannexeerd door het Turkse Ottomaanse Rijk en kwam een migratie van Turken op gang naar het gebied. Zij mengden zich met de Meschetische bevolking en vormden daarmee de basis van een verturkste bevolkingsgroep die vervolgens de naam Meschetische Turken kreeg. Als gevolg van de Russisch-Turkse Oorlog (1828-1829) kwam het gebied in handen van het Russische Rijk en werd tot onderdeel van het gouvernement Tiflis gemaakt. Meschetië werd in 1918 onderdeel van de Democratische Republiek Georgië, die in 1921 werd veroverd door het Rode Leger, waarna het binnen de Georgische Sovjetrepubliek viel. Sinds 1991 ligt het in het onafhankelijke Georgië.
In september 1944 werden alle Mescheten op bevel van Stalin en Beria verbannen naar Centraal-Azië, vooral naar de Oezbeekse SSR. Volgens Stalin waren deze Turkse sovjets onbetrouwbaar. Van de 120.000 Mescheten die in veevrachtwagens werden gedeporteerd, stierven ruim 10.000 mensen onderweg. Ook na de destalinisatie mochten de Mescheten, in tegenstelling tot veel andere volken, niet terugkeren naar Georgië. Met de glasnost kwam ook het nationalisme eind jaren 1980 weer op in de Sovjet-Unie hetgeen in de Oezbeekse SSR in 1989 leidde tot etnische spanningen, waarop een pogrom volgde tegen de Mescheten in de arme en overbevolkte Ferganavallei. Dit zorgde ervoor dat veel Mescheten het Oezbeekse grondgebied ontvluchtten. De Georgische SSR was vanaf 1990 bereid hen op te nemen wanneer ze konden aantonen dat ze een etnisch Georgische oorsprong bezaten. Een van de Georgische mensenrechtenactivisten die het voor hen opnam was Goeram Mamoelia. De Meschetische hervestiging in Georgië leidde echter tot spanningen met de Armenen uit de provincie Samtsche-Dzjavacheti. Azerbeidzjan accepteerde ook een aantal Mescheten, maar werd in de jaren 1990 tegelijkertijd geconfronteerd met honderdduizenden vluchtelingen uit Nagorno-Karabach, waarop ze beperkingen legde aan het aantal Mescheten dat zich er mocht vestigen. Turkije, dat door veel Mescheten werd gezien als hun moederland, poogde een slaatje te slaan uit de Meschetische vluchtelingen door ze te vestigen in gebieden die hoofdzakelijk door Koerden worden bewoond. Dit programma werd oorspronkelijk opgezet voor 200 personen, maar leidde tot onbevredigend resultaat, waarop het werd stopgezet. De Russische SFSR moedigde de Mescheten aan om zich te vestigen in een aantal geselecteerde oblasten en verleende de meesten van hen in 1992 de Russische nationaliteit. Degenen van hen die zich in de Russische kraj Krasnodar vestigden werd echter niet zo makkelijk de Russische nationaliteit toegekend, zodat velen van hen stateloos bleven. Hun aanwezigheid aldaar leidde opnieuw tot spanningen, ditmaal met de lokale Koeban-Kozakken, die hen volgens mensenrechtenactivisten in samenwerking met lokale autoriteiten vervolgen met de verklaring dat ze als buitenlanders geen plek hebben in Rusland. De Internationale Organisatie voor Migratie organiseerde daarop tussen 2004 en 2007 in samenwerking met de Amerikaanse en Russische overheid een programma voor Mescheten om hen te helpen vanuit Rusland naar de Verenigde Staten te migreren. Ongeveer 11.500 Mescheten vertrokken in die periode van Rusland naar de Verenigde Staten.

## Gemeenschappen
De grootste gemeenschappen Mescheten bevinden zich (naar schatting) in de ex-Sovjetrepublieken Kazachstan (90.000), Azerbeidzjan (50.000) en Kirgizië (30.000). Andere landen met minderheden zijn Turkije (25.000), de Verenigde Staten (15.000) en Oekraïne en Oezbekistan (beide 10.000). In Georgië wonen naar schatting slechts 1.000 Mescheten. In Rusland woonden volgens de volkstelling van 2010 ongeveer 105.000 Turken en 4.800 Turk-Mescheten. Hoe beide groepen worden onderscheiden is niet bekend.
Abazijnen ·
Abchaziërs ·
Achvachen ·
Adygeeërs ·
Aino ·
Aleoeten ·
Aljoetoren ·
Altaj (Oirot) ·
Andi ·
Armeniërs ·
Avaren ·
Azerbeidzjanen·
Balkaren ·
Baraba ·
Basjkieren ·
Bergjoden ·
Boerjaten ·
Chakassen ·
Chanten ·
Chinezen ·
Dargienen ·
Dolganen ·
Enetsen ·
Evenen ·
Evenken ·
Georgiërs ·
Grieken ·
Ingoesjen ·
Ingriërs ·
Itelmenen ·
Jakoeten ·
Joden ·
Joekagieren ·
Joepiken ·
Kabardijnen ·
Kalmukken ·
Kamtsjadalen ·
Karatsjajers ·
Kareliërs ·
Kazachen ·
Kereken ·
Ketten ·
Komi ·
Koreanen ·
Korjaken ·
Korjo-saram ·
Krim-Tataren ·
Lezgiërs ·
Mansen ·
Mari (Tsjeremissen) ·
Meschetische Turken ·
Mordwienen ·
Nanai ·
Negidalen ·
Nenetsen (Joeraken) ·
Nganasanen ·
Nivchen (Giljaken) ·
Nogai ·
Oedegen ·
Oedmoerten ·
Oekraïners ·
Oeltsjen ·
Oezbeken ·
Oroken ·
Orotsjen ·
Osseten ·
Polen ·
Pomoren ·
Rusland-Duitsers (inclusief Wolga-Duitsers) ·
Russen ·
Samen (Lappen) ·
Selkoepen ·
Sjoren ·
Sojoten ·
Tabassaranen ·
Perzen (Tadzjieken) ·
Taten ·
Teleoeten ·
Tofalaren ·
Tsachoeriërs (Caxur) ·
Tsjerkessen ·
Tsjetsjenen (Noxchi) ·
Tsjoektsjen ·
Tsjoelymen ·
Tsjoevanen ·
Tsjoevasjen ·
Turkmenen ·
Toevanen ·
Wepsen ·
Belarussen (Wit-Russen) ·
Wolga-Tataren ·
Woten